# Малайзийско-таиландские отношения
Малайзийско-таиландские отношения — двусторонние дипломатические отношения между Малайзией и Таиландом. Протяжённость государственной границы между странами составляет 595 км.
Таиланд имеет посольство в Куала-Лумпуре и генеральные консульства в Джорджтауне и Кота-Бару. Малайзия имеет посольство в Бангкоке. С 2018 по 2020 год во время второго срока правления премьер-министр Малайзии Махатхир Мохамад совершил четыре визита в Таиланд.
Государства сотрудничают в таких областях, как торговля и инвестиции, безопасность и оборона, образование и профессиональная подготовка, молодёжь и спорт, туризм, связь и социально-экономическое развитие в приграничных районах. Из-за наличия этнически малайских сепаратистов в трёх южных провинциях Таиланда ранее некоторые политики высказывали заявления о том, что некоторые партии в Малайзии проявили интерес к этой войне, что категорически опровергается правительством Малайзии. Кроме того, Малайзия участвует в мирных переговорах между правительством Таиланда и сепаратистами.

## История

### Китайская защита малайцев от Сиама
Малаккский султанат добровольно стал протекторатом китайской Империи Мин, которая защитила Малакку от врагов с помощью военной силы. Китайцы отразили атаки Сиама и Маджапахита на Малакку, а также участвовали в войне против Португалии во время битвы при Шанцаоване за завоевание Малакки. В Малакке также проживали народы с вероисповеданием индуизма и буддизма. Согласно летописям, в то время, когда султан Парамешвара основал Малакку, страна часто подвергалась нападениям со стороны Маджапахита и королевства Аютия. Султан Парамешвара отправил посла к императору династии Мин с предложением стать союзниками. С момента заключения соглашения между Малаккским султанатом и Империей Мин, Аютия и Маджапахит оставили планы нападения на Малакку. Некоторые записи свидетельствуют о том, что во время торговой деятельности и прибытия Чжэн Хэ султан Парамешвара принял ислам и имя Султан Искандар Шах. Новая религия быстро распространилась в Малакке во время путешествия Чжэн Хэ.
Китайская династия Мин предостерегла Таиланд и Маджапахит от попыток завоевать султанат Малакка, взяв его под свою защиту в качестве протектората и присвоила правителю Малакки титул короля. Китайцы укрепили несколько объектов в Малакке. Мусульманский султанат процветал благодаря защите Китая от тайцев и других держав, которые хотели напасть на Малакку. Сиам также платил дань Китаю и подчинялся его приказу не нападать на Малакку.

### Японское вторжение во время Второй мировой войны
Императорская Япония вторглась в Таиланд в декабре 1941 года, и в течение нескольких часов страна заключила союз с японцами. Затем началась кампания против Малайи и Сингапура. Таиланд помогал японцам в этой военной кампании.

### Администрация Махатхира Мохамада (1981—2003)
5 июля 2002 года премьер-министр Малайзии Махатхир Мохамад прибыл в Чиангмай, где начал двухдневный официальный визит в Таиланд.

## Экономические отношения
Двусторонняя торговля имеет тенденцию к росту. В 2011 году объём товарооборота между государствами составил сумму 22,95 млрд $. В 2015 году Банк Негара Малайзия и Банк Таиланда согласились способствовать более широкому использованию своих валют для урегулирования торговли между странами. В 2016 году объём товарооборота составил сумму 20 млрд $, при этом на долю приграничной торговли пришлось более 60 % от этой суммы. В марте 2017 года государства планировали к следующему году достигнуть суммы товарооборота 30 млрд $. Таиландская сторона представила несколько предложений по активизации приграничной торговли для достижения цели в 30 млрд $, например, предложение о круглосуточном или более продолжительном режиме таможенной работы на границе для облегчения перемещения товаров и улучшения условий, особенно в транспортной и логистической инфраструктуре на границе, для дальнейшего улучшения условий торговли, Таиланд также поддержал предложение Малайзии по развитию портового сообщения. В сентябре 2017 года Деловой клуб Куала-Лумпура совершил миссию в Бангкок с целью укрепления дальнейших деловых отношений и экономического сотрудничества. Делегация также искала дополнительные инвестиции из Таиланда. Существует также Малайзийско-таиландская деловая торговая палата, призванная содействовать торговле между странами. В декабре 2017 года эти государства и Индонезия договорились о системе, согласно которой торговля между тремя странами может осуществляться в местных валютах, а не в долларах США.
В 2019 году посол Таиланда в Малайзии Наронг Саситорн заявил об увеличении инвестиций в Сабах, особенно в сектор медицинского туризма и туристический сектор, также добавил, что страна заинтересована в том, чтобы стать частью экономического взаимодействия в рамках АСЕАН — с Брунеем, Индонезией, Малайзией и Филиппинами через Кота-Кинабалу с развитием портовых и терминальных объектов в городе, шоссе Пан-Борнео и диверсификацией промышленной базы. В ответ главный министр Сабаха Шафи Апдал заявил, что они с нетерпением ждут возможности приветствовать больше инвесторов из Таиланда в свете появления многочисленных отраслей и бизнес-секторов в регионе, где можно развивать дальнейшее партнёрство с этой страной. Саравак также рассматривал возможность открытия торгового офиса в Бангкоке, если в ближайшие пару лет объём торговли между Сараваком и Таиландом увеличится. Правительство Таиланда через своего заместителя премьер-министра и министра торговли Чурина Лаксанависита заявило, что страна планирует удвоить количество иммиграционного персонала в границах округа Садао до 100, а также расширить существующие дороги до шести полос движения с четырёх в 2019 году, поскольку существующие контрольно-пропускные пункты, как сообщается, страдают от узких мест на таможне, что блокирует въезд товаров и туристов в рамках их плана по развитию торговых отношений с Малайзией.

## Сотрудничество в сфере безопасности
Государства ежегодно участвуют в программе Cooperation Afloat Readiness and Training (CARAT) вместе с другими странами АСЕАН, такими как Бангладеш, Бруней, Камбоджа, Индонезия, Филиппины и Сингапур. Малайзия и Таиланд также объявили о плане замены своего пограничного забора на стену, по словам министра обороны Таиланда Правита Вонгсувана, который почерпнул эту идею из встречи в Лаосе с малайзийскими коллегами.